# Henrique José da Silva
Henrique José da Silva, primeiro e único barão e visconde de Ariró, (Laguna, 11 de maio de 1811 — Bananal, 4 de outubro de 1880) foi um militar, político e cafeicultor brasileiro, proprietário de terras nas regiões de Bananal e de Ilha Grande, inclusa uma pequena ilha.
Ainda jovem, saiu de Santa Catarina em direção ao Rio de Janeiro, onde receberia instrução acadêmica e militar. Alcançou a patente de coronel da Guarda Nacional e de capitão do Batalhão de Infantaria. Na vida política, exerceu cargos de deputado e vereador, para além de ter sido chefe do Partido Conservador de Bananal.
Filho de Manuel Monteiro da Silva e de Maria Rodrigues de Jesus. Casou-se duas vezes: em primeiras núpcias com Marinha Miranda Barbosa, que morreu apenas cinco meses depois, e em segundas com  Amélia Augusto de Camargo.

## Títulos nobiliárquicos
Comendador da Imperial Ordem de Cristo e da Imperial Ordem da Rosa.
Barão de Ariró
Título conferido por decreto imperial em 6 de setembro de 1867. Refere-se ao rio Ariró, em Angra dos Reis, região onde o nobre possuía terras. Em língua tupi significa serra onde venta.
Visconde de Ariró
Título conferido por decreto imperial em 10 de junho de 1876.